# Guam na Zimowych Igrzyskach Olimpijskich 1988
Guam na Zimowych Igrzyskach Olimpijskich 1988 reprezentował jeden zawodnik – Judd Bankert. Biathlonista ten w momencie startu miał 38 lat i 167 dni. Bankert wziął udział w jednej konkurencji – biegu sprinterskim na dystansie 10 kilometrów, który ukończył na przedostatniej, 71. pozycji. Pełnił on także funkcję chorążego reprezentacji Guamu. Jej start na Zimowych Igrzyskach Olimpijskich 1988 był debiutem tego terytorium zarówno na zimowych igrzyskach olimpijskich, jak i igrzyskach olimpijskich w ogóle. Był to jednocześnie pierwszy i jak dotychczas (2013 rok) jedyny start reprezentacji Guamu na zimowych igrzyskach olimpijskich. Oprócz Bankerta w składzie delegacji Guamu na te zawody znalazł się również między innymi James Ji, pełniący wówczas funkcję wiceprezydenta Guamskiego Komitetu Olimpijskiego, oraz Neil Kirkwood jako attaché olimpijski. Ponadto wydana została także specjalna okolicznościowa przypinka (tzw. pin) upamiętniająca start Guamu na Zimowych Igrzyskach Olimpijskich 1988.

## Tło startu
Guam w grudniu 1898 roku w wyniku traktatu pokojowego kończącego wojnę amerykańsko-hiszpańską zostało przekazane przez Hiszpanię Stanom Zjednoczonym. W sierpniu 1950 roku Guam został amerykańskim terytorium zależnym, posiadając status nieinkorporowanego terytorium zorganizowanego. W związku z tym każdy obywatel Stanów Zjednoczonych posiada jednocześnie prawo do posiadania obywatelstwa Guamu.
Guam sformował swój narodowy komitet olimpijski w 1976 roku, jednak przez kolejne dziesięć lat nie był on uznawany przez Międzynarodowy Komitet Olimpijski. Na początku lat 80. XX wieku po przewodnictwem Mike’a Reidy’ego, guamskiego polityka i pierwszego prezydenta Guamskiego Komitetu Olimpijskiego, rozpoczęto starania o uznanie Guamu i włączenie go do Międzynarodowego Komitetu Olimpijskiego. Ostatecznie MKOl przyjął Guam do swych struktur w roku 1986.
Start na Zimowych Igrzyskach Olimpijskich 1988 był dla tego terytorium debiutem zarówno na zimowych igrzyskach olimpijskich, jak i igrzyskach olimpijskich w ogóle. Wcześniej sportowcy z Guamu brali udział w zawodach na terenie Oceanii, jak np. igrzyska Pacyfiku (do 2007 roku nazywanych igrzyskami Południowego Pacyfiku), w których startowali regularnie począwszy od 1966 roku.
Guam jest wyspą, na której najniższa temperatura w ciągu roku wynosi około 80 stopni w skali Fahrenheita (w przybliżeniu 26,7 °C), nie występują na niej opady śniegu, a na terytorium tym stosunkowo często występują tajfuny. W związku z takim klimatem w 1988 roku nie można na niej było kupić nart.

## Konkurencje

### Biathlon
Judd Bankert był amerykańskim obywatelem pochodzącym z Michigan. W 1981 roku przeniósł się na Guam, gdzie pracował jako konsultant komputerowy. Przed Zimowymi Igrzyskami Olimpijskimi 1988 Guamski Komitet Olimpijski poszukiwał chętnych do udziału w tych zawodach. Bankert zgłosił wówczas chęć do nauki biegów narciarskich. Według kryteriów Międzynarodowego Komitetu Olimpijskiego przebywał on wystarczająco długo na terytorium Guamu, by móc je reprezentować. W związku z tym powrócił na rok do Stanów Zjednoczonych, gdzie początkowo trenował w Bellingham wspólnie z drużyną biegaczy narciarskich uczelni Western Washington University, a następnie w West Yellowstone z biathlonową reprezentacją tego kraju. Przed rozpoczęciem przygotowań Bankert nie biegał na nartach od 1980 roku, a poprzedni raz strzelał z broni jako dziecko, gdy brał udział w polowaniach na bażanty. Do udziału w zawodach biathlonowych przygotowywał go trener Richard Domey, a Bankert na pierwszym treningu spudłował wszystkie swoje strzały.
Po przyjeździe na Zimowe Igrzyska Olimpijskie 1988 Bankert musiał przejść dwa testy przygotowane przez organizatorów, a także przeszedł szkolenie na temat tego, w jaki sposób w czasie biegu ma przepuszczać szybszych od siebie zawodników. Jak sam twierdził, jego celem było: „ustanowienie rekordu życiowego i nieprzeszkadzanie zawodnikom klasy światowej”. Zdaniem przygotowującego go do zawodów Richarda Domeya Bankert szybko się uczył, w związku z czym przed zawodami liczył on na to, że będzie w stanie rywalizować z biathlonistami z Kostaryki (ostatecznie w igrzyskach nie wystartował żaden biathlonista z tego kraju) i Portoryko.
Judd Bankert został zgłoszony do udziału w jednej konkurencji – biegu sprinterskim na dystansie 10 kilometrów. Na obu strzelaniach spudłował po cztery z pięciu strzałów, w związku z czym musiał pokonać dodatkowo osiem rund karnych mierzących po 150 metrów długości. Ponadto w czasie rywalizacji został ranny i biegł z zakrwawioną twarzą. Ostatecznie Bankert uzyskał czas 45:37,1 (o ponad 20 minut gorszy od zwycięzcy, Franka-Petera Roetscha), wyprzedzając o ponad 2 minuty Portorykańczyka – Elliota Archillę i został sklasyfikowany na przedostatniej, 71. pozycji.

#### Mężczyźni
- Judd Bankert

| Konkurencja | Zawodnik     | Czas    | Miejsce |
| ----------- | ------------ | ------- | ------- |
| Sprint      | Judd Bankert | 45:37,1 | 71.     |